# Agatha Gothe-Snape
Agatha Gothe-Snape (nascida em 1980) é uma artista australiana que vive e trabalha em Sydney, Austrália. Os seus trabalhos vão desde apresentações de slides digitais a performances e trabalhos em papel e, mais recentemente, instalações sonoras colaborativas. Vários trabalhos de Gothe-Snape são mantidos por uma série de galerias e colecções públicas, incluindo a Art Gallery of New South Wales, Campbelltown Arts Centre, University of Western Australia, Griffith University Art Collection, Heide Museum of Modern Art, Monash University Museum de Arte e Galeria Nacional de Victoria. O parceiro de Gothe-Snape é o artista australiano Mitch Cairns, que ganhou o Prémio Archibald da Art Gallery of New South Wales em 2017 com um retrato dela.